# Jennifer Riria
Jennifer Riria là một doanh nhân và giám đốc điều hành công ty người Kenya, là giám đốc điều hành nhóm của Kenya Women Holding Group, một nhóm tài chính vi mô, ngân hàng và bảo hiểm phục vụ gần một triệu người phụ nữ nông thôn Kenya.

## Bối cảnh và giáo dục
Jennifer sinh ra ở nông thôn Kenya, khoảng 700 km (435 mi), từ Nairobi, khoảng những năm 1950. Cô là người sinh ra trong một gia đình có 10 người con. Cô đã theo học một trường tiểu học, khoảng 4 km (2 dặm) từ nhà, đi bộ chân trần mỗi ngày để học.
Cô được nhận vào trường trung học Precious Blood High School, một trường nữ sinh nội trú, được quản lý theo thứ tự tôn giáo của các Nữ tu Dòng máu quý giá, nằm ở Nairobi, thủ đô của Kenya và là thành phố lớn nhất. Vào cuối trung học, Jennifer có thai.
Sau khi sinh, cô tiếp tục theo học tại Đại học Dar es Salaam, với học bổng, cùng với em bé. Cô tốt nghiệp với bằng Cử nhân Giáo dục. Cô theo học bằng Thạc sĩ Quản trị Giáo dục của Đại học Leeds ở Vương quốc Anh. Sau đó, cô lấy bằng Tiến sĩ Triết học về Giáo dục và Phát triển Phụ nữ, từ Đại học Kenyatta.

## Sự nghiệp
Sau khóa học đầu tiên của cô, Jennifer dạy tại Viện Kỹ thuật Kabete trong sáu tháng tiếp theo là một năm tại trường trung học quốc gia cho nữ sinh. Năm 1979, sau khi tốt nghiệp bằng thứ hai, cô trở về quê hương Kenya và đăng ký học vị tiến sĩ tại Đại học Kenyatta. Cô cũng bắt đầu giảng dạy, bán thời gian tại cùng một trường đại học.